# Oberentzen
Oberentzen (Duits: Oberenzen) is een gemeente in het Franse departement Haut-Rhin (regio Grand Est) en telt 511 inwoners (1999). De plaats maakt deel uit van het arrondissement Thann-Guebwiller.

## Geografie
De oppervlakte van Oberentzen bedraagt 8,8 km², de bevolkingsdichtheid is 58,1 inwoners per km².
De onderstaande kaart toont de ligging van Oberentzen met de belangrijkste infrastructuur en aangrenzende gemeenten.

## Demografie
Onderstaande figuur toont het verloop van het inwonertal (bron: INSEE-tellingen).